# Zbigniew Żupnik
Zbigniew Żupnik – krakowski artysta malarz. 
Studiował w Akademii Sztuk Pięknych im. Jana Matejki w Krakowie w pracowni prof. Adama Marczyńskiego. Tworzył prace malarskie, rysunkowe i graficzne.

## Wystawy
- Indywidualne:
  - 1977 – Kraków

- Zbiorowe:
  - 1977 – Kraków, Dyplomaci II
  - 1980 – Kraków, Warsztaty
  - 1980 – Paryż, L'art des jeunes
  - 1980 – Łódź, Sztuka młodych